# Henrique Smith Bayma
Henrique Smith Bayma (Brotas, 20 de dezembro de 1891 — Brotas, 28 de junho de 1974) foi um advogado e político brasileiro.

## Vida
Filho de Teodoro da Silva Bayma e de Antônia Smith, ingressou na Faculdade de Direito de São Paulo em 1908. Formou-se em 1911 e passou a exercer a advocacia. Em 1912 foi secretário de Paulo de Morais Barros, secretário de Estado da Agricultura do governo Rodrigues Alves. Mais tarde, tornou-se advogado do Patronato Agrícola do Estado de São Paulo.
Em 1917, alistou-se na Liga Nacionalista, fundada em julho do mesmo ano, difundia os ideais cívicos pregados por Rui Barbosa e Olavo Bilac, entre eles a defesa do serviço militar obrigatório e do voto secreto.
Ingressou no Partido Democrático (PD) de São Paulo, tendo ocupado o cargo de diretor. Como membro do partido, participou da Aliança Liberal, em 1930, coligação criada para lançar as candidaturas oposicionistas de Getúlio Vargas e João Pessoa.
Em 1932 foi um dos líderes da Revolução Paulista de 1932. Além disso, Henrique Smith Bayma foi um dos dirigentes na construção do anteprojeto de programa que seria adotado com a possível queda de Getúlio Vargas. Depois do fim da Revolução foi preso pelas tropas federais brasileiras em uma trincheira entre o município de Queluz e Vila Queimada, após sua integração, como soldado, ao 7º Pelotão do Batalhão Piratininga, e enviado à Ilha Grande.
Foi presidente da Assembleia Legislativa de São Paulo e, de 29 de dezembro de 1936 a 5 de janeiro de 1937, foi o chefe do poder executivo (governador) do estado de São Paulo.
No ano de 1940, durante o Estado Novo, foi realizada uma comemoração ao centenário de Antônio Prado, um dos principais fundadores do Partido Democrático (PD), promovida por Bayma e alguns antigos correligionários. Por conta desse evento, eles foram presos acusados de estarem contrariando o regime e tentando reviver o M.M.D.C - acrônimo pelo qual se tornou representado os nomes dos mártires do Movimento Constitucionalista de 1932, que culminou no levante denominado como Revolução Constitucionalista, eclodido em 9 de julho daquele ano. O grupo detido foi alistado em inquérito policial enviado ao Tribunal de Segurança Nacional pelo delegado Hugo Auler e foi anunciado no dia 21 de abril de 1940 no Diário de São Paulo.
Em 1945 regressou à política, exercendo a presidência da UDN por diversos mandatos.
No ano de 1952, ainda participando da direção da UDN paulista, discordou de Valdemar Ferreira em relação à postura do partido perante o governador Lucas Nogueira Garcez, que havia procurado o apoio político dos udenistas. Diferentemente de Ferreira, Bayma era favorável ao apoio.
Com sua opinião vencida, acabou renunciando ao cargo diretivo que ocupava no partido ao lado de outros líderes, entre eles, Aureliano Leite, Cantídio de Moura Campos e Antônio Sousa Noschese.

Morreu no dia 28 de junho de 1974, já afastado da vida pública. Era solteiro.